# 126 (число)
126 (сто двадцать шесть) — натуральное число между 125 и 127.
- 126 день в году — 6 мая (в високосный год — 5 мая)

## В математике
- 126 — чётное составное трёхзначное число.
- Сумма цифр этого числа — 9
- Произведение цифр этого числа — 12
- Квадрат числа 126 — 15 876
- Злое число
- Число харшад
- Недостаточное число

## В науке
«Дважды магическое» число (атомные ядра с таким количеством нейтронов или протонов по теории оболочечного строения ядра должны отличаться особой устойчивостью). Например, изотоп свинца Pb-208 с числом протонов 82 (также дважды магическое) и число нейтронов 126.

## В других областях
- 126 год.
- 126 год до н. э.
- ASCII-код символа «~».